# Новогуйвинське
Новогу́йвинське — селище в Україні, у Новогуйвинській селищній територіальній громаді, Житомирського району, Житомирської області. Адміністративний центр Новогуйвинської селищної громади. Населення становить 5240 осіб.

## Населення

### Мова
Розподіл населення за рідною мовою за даними перепису 2001 року:
| Мова            | Кількість | Відсоток |
| --------------- | --------- | -------- |
| українська      | 4584      | 87.03%   |
| російська       | 667       | 12.66%   |
| білоруська      | 8         | 0.15%    |
| вірменська      | 3         | 0.06%    |
| румунська       | 1         | 0.02%    |
| грецька         | 1         | 0.02%    |
| інші/не вказали | 3         | 0.06%    |
| Усього          | 5267      | 100%     |

## Історія
Селище засноване у 1973 році.
12 червня 2020 року, відповідно до розпорядження Кабінету Міністрів України № 711-р «Про визначення адміністративних центрів та затвердження територій територіальних громад Житомирської області» увійшло до складу Новогуйвинської селищної територіальної громади.
19 липня 2020 року, в результаті адміністративно-територіальної реформи та ліквідації Житомирського району (1939—2020), селище увійшло до складу новоутвореного Житомирського району.
26 січня 2024 року, відповідно до Закону України «Про порядок вирішення окремих питань адміністративно-територіального устрою України» від 28 липня 2023 року, віднесене до категорії селищ.

## Релігія
У селищі діють православна церква (УПЦ МП), харизматична церква «Перемога», церква ЄХБ та католицька капличка.

## Відомі люди
- Поліщук Олександр Сергійович (21 червня 1978 — 21 грудня 2023) — український військовик, солдат Збройних сил України, учасник російсько-української війни. Загинув під час виконання бойового завдання поблизу села Новоукраїнка Волноваського району Донецької області. Похований на кладовищі селища Новогуйвинське на Житомирщині[6].

## Освіта
У серпні 1982 року відбулося урочисте відкриття Новогуйвинської середньої школи, збудованої за ініціативою командування військової частини «А—1576» на кошти Міністерства оборони за типовим проєктом на 1100 учнів. Упродовж 1982-2023 років директором школи, а потім гімназії була Мозгових Людмила Іванівна.

## Інфраструктура
Містоутворююче підприємство, на балансі якого перебуває все житлово-комунальне господарство селища — Житомирський ремонтно-механічний завод. Основна сфера діяльності підприємства — ремонт та модернізація бронетанкової техніки та озброєння. Завод виробляє також товари масового вжитку (опалювальні котли тощо).
У селищі діють гімназія, музична та дитячо-юнацька спортивна школи, дитсадок, а також низка невеликих підприємств різних форм власності.
Значна частина населення працевлаштована у місті Житомирі, з яким налагоджене регулярне пасажирське сполучення приміськими автобусами.
30 квітня 2024 року в селищі відкрився мультимаркет «Аврора».

## Галерея

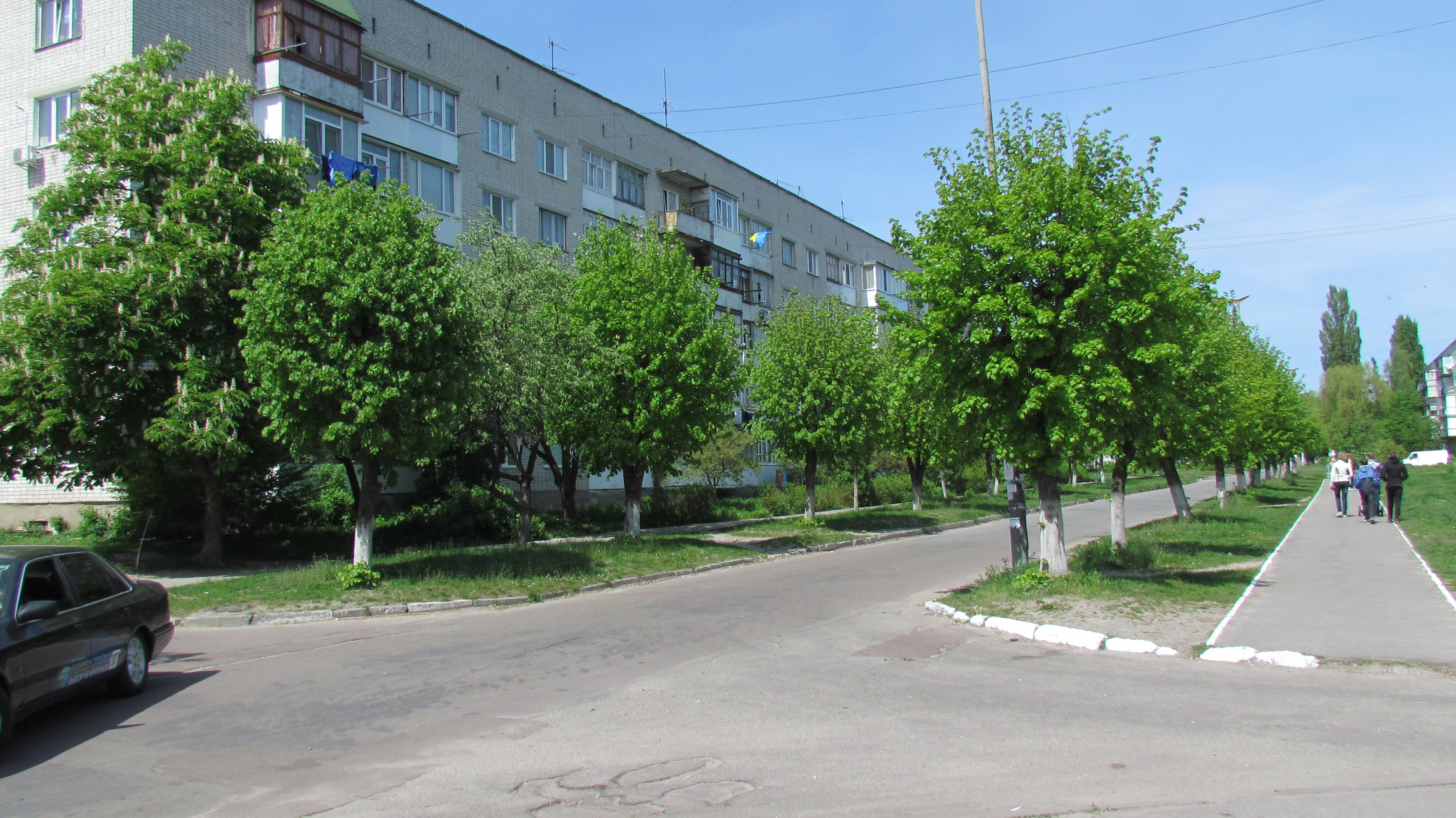
Вулиця Миру